# Von einem Hahnen und Fuchs
Von einem Hahnen und Fuchs ist eine Fabel (AaTh 61 + 6, 227, 227*, 122). Sie ist in Deutschland sowie im französischen, albanischen und russischen Sprachraum bekannt.

## Handlung
Der Fuchs möchte vom Hahn wissen, ob er auch so schön singen könne wie sein Vater. Dieser plustert sich auf, schließt die Augen und kräht – was es dem Fuchs ermöglicht, ihn zu packen. Die Bauern, die den Tumult vernommen haben, eilen dem zum Wald laufenden Fuchs hinterher. Da meint der Hahn zum Fuchs, er solle doch den Bauern spöttisch zurufen, dass der Hahn nun sein sei – was der Fuchs auch tut. Doch kaum öffnet der sein Maul, entflieht der Hahn und fliegt auf einen Baum.

## Hintergrund
Die Fabel stammt aus Johannes Paulis Werk Schimpff und Ernst, das 1522 veröffentlicht wurde, und steht dort unter dem Titel Von einem Hahnen und Fuchs an Stelle 743. Sie ist verwandt mit dem Tiermärchen Der Fuchs und die Gänse der Brüder Grimm. Der älteste Beleg findet sich bei Alkuin (735–804). Verbunden ist die Fabel mit der sprichwörtlichen Warnung vor allzu vielem Reden.
Eine albanische Version von Martin Camaj, die 1974 von Halit Shala aus Broj, Kreis Drenica erzählt wurde, erschien im Deutschen unter dem Titel Der Fuchs und die Nachtigall (AT 60). In dieser Version wünscht sich die Nachtigall, erst darum beten zu dürfen, gut zu schmecken, und entkommt in der Folge. Alexander Nikolajewitsch Afanassjews russische Version erhielt im Deutschen den Titel Der Fuchs als Beichtvater.
In Albert Meyracs französischer Version aus dem Jahr 1890, die im Deutschen den Titel Der Fuchs und das Eichhörnchen trägt, ist es ein Eichhörnchen, das sich wünscht, erst noch beten zu dürfen, und so entkommen kann. Von Wunsch, erst ein Gebet zu verrichten eine andere fromme Handlung zu tätigen, und so dem Wolf oder Fuchs zu entkommen, wurde schon im 12. Jh. erzählt.